# Sen'ya ichiya monogatari
Sen'ya ichiya monogatari (千夜一夜物語, As Mil e Uma Noites para Adultos (título em Portugal) ) é um filme de animação japonês do género erótico, realizado por Eiichi Yamamoto e escrito por Osamu Tezuka, Kazuo Fukasawa e Hiroyuki Kumai, com base na coleção de histórias As Mil e Uma Noites. É a primeira parte da trilogia de filmes eróticos Animerama (アニメラマ), produzida pelo estúdio Mushi Production e por Osamu Tezuka na década de 1970. Estreou-se no Japão a 14 de junho de 1969 e em Portugal a 18 de julho de 1972.

## Elenco
- Yukio Aoshima como Aladim / Simbad
- Kyōko Kishida como Miriam e Jalis
- Hiroshi Akutagawa como Badli
- Sachiko Itō como Madhya
- Haruko Kato como Génio
- Asao Koike como Kamhakim
- Isao Hashizume como Aslan
- Noboru Mitani como Jin
- Shusaku Endō, Junnosuke Yoshiyuki, Morio Kita, Sakyō Komatsu e Yasutaka Tsutsui como espetadores do mercado de escravas
- Sōichi Ōya, Sen Saga e Minoru Ōmori como membros do senado
- Kyosen Ōhashi como cambista da corrida de cavalos
- Takehiko Maeda, Danshi Tatekawa e Chinpei Nozue como espetadores da corrida de cavalos
- Kunika Kizaki como doutor
- Takako Andō como amazona